# Чагин, Владимир Иванович
Влади́мир Ива́нович Ча́гин (7 октября 1865 — 25 мая 1948, Москва) — русский и советский архитектор, один из ярких представителей московского модерна, автор многочисленных построек в Москве и Санкт-Петербурге.

## Биография
Родился 7 октября 1865 года. Получил среднее образование в Виленском реальном училище.
С 1885 по 1893 годы проходил обучение в Императорской Академии художеств, во время которого за свои работы был последовательно удостоен малой и большой серебряных медалей, а также малой золотой медали. По окончании обучения после защиты  "Проекта гостиницы для приезжающих в столичном городе» В. И. Чагину было присвоено  звание классного художника 1-й степени.
В 1890-х годах работал ревизором-техником контроля Министерства императорского двора. С 1900 года служил при Кабинете Его Императорского Величества. В 1901 году вступил в Московское архитектурное общество, с этого же года работал секретарём Общества.
Постоянным местом жительства архитектора была Москва, однако он параллельно вёл активную строительную практику в Санкт-Петербурге. В Москве ему принадлежали два доходных дома, в одном из которых он жил в 1910-х годах (Мансуровский переулок, 6).
В. И. Чагин являлся ярким приверженцем архитектурного модерна в его петербургской трактовке. Большинство проектов и построек в этом стиле Чагин выполнил совместно с архитектором В. И. Шене.
После Октябрьской революции продолжал активную архитектурно-строительную практику, сохранились выполненные Чагиным пректы  жилищного и промышленного строительства (тракторные заводы в Челябинске, Харькове и Сталинграде), типовые проекты яслей, детских садов, общежитий, фабрик-кухонь и прочее. В начале 1930-х годов работал в архитектурно-проектной мастерской Моссовета.
Жил в Москве по адресам: Малая Лубянка, 11, кв. 9-а (1920-е); Малая Тульская улица, 2/1 (1930-е). Скончался в Москве 24 мая 1948 года, похоронен на Введенском кладбище (23 уч.).
В бывшем доходном доме В. И. Чагина на Большой Лубянке работает ресторан «Чагин», названный в честь архитектора.

## Постройки
- Доходный дом (1893—1894, Санкт-Петербург, Набережная канала Грибоедова, 65—67);
- Перестройка и изменение фасада особняка Р. Б. Шене, совместно с архитектором Б. В. Фрейденбергом (1894, Москва, Верхняя Сыромятническая улица, 16);
- Участие в постройке Сандуновских бань по проекту Б. В. Фрейденберга и С. М. Калугина (1894—1895, Москва, Неглинная улица, 14);
- Расширение особняка М. П. Елисеева (1895, Москва, Улица Большая Ордынка, 43);
- Водонапорная башня на фабрике близ Васильевой пустоши (1896, Клинский уезд);
- Особняк И. Д. Баева (1896, Москва, Проспект Мира, 52а, первое здание);
- Перестройка особняка А. Ф. Кельха, совместно с В. И. Шене, при участии архитектора К. К. Шмидта (1896—1897, Санкт-Петербург, Улица Чайковского, 28)[7][8];
- Особняк Е. К. Гаусвальд, совместно с архитектором В. И. Шене (1898, Санкт-Петербург, Каменный остров, 2-я Берёзовая аллея, 32), объект культурного наследия[9];
- Образцовый птичник, совместно с архитектором В. И. Шене (1898, Москва, Петровский парк), не сохранился;
- Корпус Хлудовской богадельни, совместно с архитекторами В. И. Шене и Б. В. Фрейденбергом (1898, Москва, Сыромятнический проезд, 6);
- Особняк С. И. Книрши (А. Д. Вяльцевой), совместно с архитектором В. И. Шене (1900, Санкт-Петербург, Карповка, 22), не сохранился;
- Собственный доходный дом (1903, 1907, Москва, Большая Лубянка, 24), объект культурного наследия регионального значения[10];
- Перестройка доходного дома И. К. Баева (1909, Москва, Проспект Мира, 30), сгорел в 1980-х годах, восстановлен в кирпиче в 1998 году;
- Перестройка жилого дома (1934, Москва, Арбат, 43);
- Восстановление интерьеров Сандуновских бань (1945—1946, Москва, Неглинная улица, 14).

- Хлудовская богадельня в Сыромятническом проезде
- Особняк М. П. Елисеева на Большой Ордынке
- Храм Христа Спасителя (Уральск)
- Особняк И. Д. Баева на Проспекте Мира
- Дача Гаусвальд